# Quintanas de Gormaz
Quintanas de Gormaz ist eine kleine nordspanische Gemeinde (municipio) mit 127 Einwohnern (Stand: 2024) im Westen der Provinz Soria in der Autonomen Region Kastilien-León. Die Gemeinde gehört zur bevölkerungsarmen Serranía Celtibérica. 

## Lage und Klima
Die Gemeinde Quintanas de Gormaz liegt in ca. 945 m knapp 54 km (Fahrtstrecke) westsüdwestlich von Soria. Der Duero begrenzt die Gemeinde im Süden. Das Klima ist gemäßigt bis warm; Regen (ca. 560 mm/Jahr) fällt überwiegend im Winterhalbjahr.

## Bevölkerungsentwicklung
| Jahr      | 1970 | 1981 | 1991 | 2001 | 2011 | 2021 |
| Einwohner | 362  | 241  | 227  | 199  | 155  | 141  |

## Sehenswürdigkeiten
- Laurentiuskirche